# Raión de Yelán
El raión de Yelán (ruso: Ела́нский райо́н) es un distrito administrativo y municipal (raión) ruso perteneciente a la óblast de Volgogrado. Se ubica en el norte de la óblast. Su capital es Yelán.
En 2021, el raión tenía una población de 29 138 habitantes.
El raión es limítrofe al norte con la óblast de Sarátov.

## Subdivisiones
Comprende el asentamiento de tipo urbano de Yelán (la capital) y cuarenta localidades rurales, agrupadas en 17 ayuntamientos. De las localidades rurales, dos son pedanías del ayuntamiento urbano de la capital distrital, y las restantes 38 se agrupan en los siguientes 16 asentamientos rurales:
- Aliavy
- Beriózovka
- Bolshevik
- Bolshói Morets
- Viazovka
- Dubovoye
- Zhuravka
- Ivánovka
- Kraishevo
- Morets
- "Rasvetovskoye" (con capital en Beriózovka)
- Ródinskoye
- Talovka
- Ternovoye
- Tersá
- Trostianka